# Moonwalk
Moonwalk (dosł. księżycowy chód) lub backslide (dosł. ślizgać się do tyłu) – figura taneczna, która zdobyła popularność w latach 80. za sprawą Michaela Jacksona. Wykonał ją po raz pierwszy w nadanym 16 maja 1983 r. programie telewizyjnym Motown 25: Yesterday, Today, Forever w trakcie utworu „Billie Jean”.  Michael Jackson nie jest autorem tego ruchu tanecznego i nigdy też nie przedstawiał się jako jego twórca. Jednakże uczynił z niego jeden z najbardziej rozpoznawalnych ruchów tanecznych w historii, który stał się jego znakiem rozpoznawczym.

## Opis

Moonwalk

Aby wywołać wrażenie, iż tancerz porusza się naprzód, gdy w istocie przesuwa się w przeciwnym kierunku, należy poruszać nogami na przemian, ślizgając się do tyłu. Gdy prawa noga stoi na palcach, to w tym czasie lewa posuwa się do tyłu. Po chwili nogi zmieniają się rolami i to noga lewa stoi na palcach, w czasie, gdy prawa – ślizga się do tyłu. Kroki te powtarzają się w kółko, stwarzając iluzję ciągnięcia tancerza do tyłu przez niewidzialną siłę podczas jego próby pójścia do przodu. Wariacje tego ruchu pozwalają na wykonywanie go do przodu, na boki, a nawet w kółko. Król popu dla dodatkowego efektu początkowo poruszał barkami w rytm muzyki, później jednak zmienił to na ruszanie głową do tyłu i do przodu (średnio co 1 sekundę).

## Historia

### Lata 1930.
Pierwsze kroki taneczne podobne do moonwalk były wykonywane już w 1932 roku. Użył je m.in. Cab Calloway w kreskówce Minnie the Moocher z 1932 roku. W 1985 roku Calloway powiedział, że ruch ten został nazwany „The Buzz”, kiedy on i inni wykonywali go w latach 30. XX wieku.

### Lata 1940.
W 1943 roku Bill Bailey wykonał pierwszy Backslide na ekranie w filmie The Cabin in the Sky. Ten ruch taneczny najbardziej przypomina moonwalk. W 1944 roku Judy Garland i Margaret O’Brien wykonały coś w rodzaju tego ruchu podczas wykonywania piosenki „Under the Bamboo Tree” w filmie Spotkamy się w St. Louis, choć w ich występie brakuje iluzji stworzonej przez prawdziwy moonwalk.
Jean-Louis Barrault tańczył moonwalk podczas swoich klasycznych, pantomimicznych ćwiczeń o nazwie „walking” (pokazanym w filmie Children of Paradise z 1945 r.).

### Lata 1950 i 1960.
W 1950 roku Dick Van Dyke wykonał podobną odmianę moonwalk w swoim programie komediowym zatytułowanym „Mailing A Letter On A Windy Corner”.
W 1955 roku stepujący tancerz Bill Bailey pod koniec swojego występu wykonał moonwalk chowając się za kutynę.
Francuski mim Marcel Marceau wykorzystywał ten ruch w całej swojej karierze (od lat 1940. do 1980.), jako część swoich wystąpień. W jednym z jego przedstawień pt. „Walking Against the Wind” udaje, że jest popychany do tyłu przez podmuch wiatru.
W 1958 roku meksykański tancerz i komik Adalberto Martínez znany jako „Resortes” także wykonał moonwalk w filmie Colegio de Verano (z hiszp. Szkoła Letnia).
W 1965 roku David Ruffin wykonał moonwalk podczas śpiewania „My Girl” w American Bandstand.
W listopadzie 1969 roku w jednym z odcinków H.R. Pufnstuf, Judy the Frog uczy wszystkich nowego tańca zwanego „The Moonwalk”, który obejmuje dwa przypadki podstawowego moonwalka.

### Lata 1970.
W 1972 roku Lucie Arnaz w 9 odcinku sezonu 5 sitcomu Here’s Lucy pt. „Lucy and Jim Bailey” wykonuje moonwalk, śpiewając „Fever” z Jimem Baileyem.
Choreograf Bob Fosse także wykonał moonwalk występując w roli Węża w filmie Mały Książę z 1974 roku.
Pod koniec lat 70. w afrykańsko-amerykańskim programie telewizyjnym Soul Train pojawiła się grupa taneczna o nazwie „The Electric Boogaloos”, która rutynowo wykonywała ruchy taneczne z zakresu poppingu i lockingu, w tym moonwalk.

### Lata 1980.
James Brown również wykorzystał ten ruch. W 1981 roku w promocyjnym singlu i teledysku Crosseyed and Peless nowofalowego zespołu Talking Heads wystąpili autentyczni tancerze uliczni, wybrani przez Davida Byrne'a, w tym Stephen „Skeeter Rabbit” Nichols wykonujący moonwalk.
Innym wczesnym moonwalkerem był popper i piosenkarz Jeffrey Daniel, który użył tego ruchu podczas wykonania „A Night To Remember” zespołu Shalamar na Top of the Pops w Wielkiej Brytanii w 1982 roku. Był znany z wykonywania backslide'a podczas publicznych występów (w tym cotygodniowych odcinków Soul Train) już w 1974 roku.
Również w 1982 roku Debbie Allen wykonała moonwalk podczas sceny z Gwen Verdon w sezonie 1, odcinku 10 („Come One, Come All”) serialu Fame.
W filmie „Streets of Fire” z 1984 r. aktor i performer Stoney Jackson wykonał moonwalk jako lider fikcyjnej grupy The Sorels, podczas lip-sincu do piosenki „I Can Dream About You” Dana Hartmana.
W 1984 polski zespół VOX w swoim teledysku do piosenki „Rycz mała rycz” również wykorzystał moonwalk.

#### Michael Jackson i Moonwalk
W 1983 roku Michael Jackson wykonał moonwalk podczas występu „Billie Jean” w Motown 25: Yesterday, Today, Forever, co sprawiło, że stało się światową sensacją.
Jeffrey Daniel nauczył Michaela Jacksona moonwalk. Jackson zobaczył, jak The Electric Boogaloos wykonują moonwalk w Soul Train i poprosił swojego menadżera o telefon do grupy tanecznej, aby przedstawali dla niego choreografię.
Michael Jackson wykonał moonwalk m.in.:
- na scenie na koncercie Jamesa Browna w Los Angeles w 1983 r.,

- do piosenek „Billie Jean” i „Shake Tour Body (Down to the ground)”, sporadycznie również do Human Nature podczas trasy koncertowych Victory Tour[31] (1984) i Bad World Tour[32] (1987-89),
- w 1988 i 1989 r. wykonując na żywo również do „Jam”[33], „Smooth Criminal” i „Bad”,
- w 1986 r. w filmie Kapitan EO,
- w 1989 r.podczas Madame Tussauds w Los Angeles,
- w 1987 r.w teledysku „Smooth Criminal”, który znajdował się również w filmie „Moonwalker” z 1988 roku,
- w teledyskach do piosenek: „Gone To Soon” (z 1991 roku) oraz „Jam” (z 1992 roku).
- podczas trasy koncertowej Dangerous World Tour[34] do piosenek „Billie Jean”, „Smooth Criminal”, „Bad” i „Jam” (w 1993 roku), czasami również do „Wanna Be Startin’ Somethin’” i „Human Nature”,
- 10 lutego 1993 roku w programie Winfey Oprah podczas wywiadu,
- W 1995 roku do „Billie Jean” na „MTV Awards” w Nowym Jorku,
- 16 lipca 1996 roku podczas koncertu dla sułtana Brunei, do piosenek: „Billie Jean”, „Smooth Criminal” oraz „Human Nature”,
- podczas trasy koncertowej HIStory World Tour[35] w latach 1996–1997 do piosenek: „Billie Jean”, „Smooth Criminal” oraz „Stranger In Moscow”,
- w roli najpierw kościotrupa, a potem jako starszy pan do teledysku „Ghosts” w 1996 roku.
- podczas MJ & Friends w 1999 roku do piosenki „Billie Jean”,
- podczas obu koncertów w 2001 roku tylko do piosenki „Billie Jean”,
- w 2003 roku, nagrywając film dokumentalny „Living with Michael Jackson”, piosenkarz przedstawił taniec Martinowi Bashirowi,
- w 2009 roku podczas przygotowywań do trasy This Is It[36] do piosenek „Billie Jean”, „Smooth Criminal”, „Wanna Be Startin’ Somethin’”, „Human Nature” oraz „Stranger In Moscow”,
- w 2014 roku, kiedy odbył się hologramowy koncert Michaela Jacksona podczas Billboard Music Awards. Zatańczył tam, do piosenki „Slave To The Rhythm” (jest to również teledysk tej piosenki)[37][38],

W kolejnych latach powstawały różne gry o Michaelu, w których również występował wirtualny moonwalk np. Michael Jackson’s Moonwalker.
Autobiografia Michaela Jacksona nosiła tytuł Moonwalk. Napisał w niej m.in., że zaobserwował podstawowe elementy kroku wśród dzieci tańczących na ulicach Harlemu. Michael także wystąpił w antologii filmowej pt. Moonwalker z 1988 roku.

### Lata 2000.
Alexei Kovalev był znany z tego, że używał moonwalka w swojej karierze w National Hockey League. Wykonał ten ruch po strzeleniu bramki 7 lutego 2001 r. i 3 stycznia 2010 r. Kovalev zrobił to również na lodzie po tym, jak został nazwany jedną z gwiazd gry i ponownie po zdobyciu punktu w 2008 roku na charytatywnym meczu piłki nożnej.

### Lata 2010.
W 2017 roku Jason Derulo krótko użył moonwalk w swojej piosence Swalla.
W 2018 roku Alessia Cara krótko wykorzystała moonwalk w teledysku do swojej piosenki „Trust My Lonely”.
W 2019 roku tancerz uliczny Salif Gueye wykonał moonwalk w teledysku Davida Guetty do piosenki „Stay (Don't Go Away)”.
Justin Bieber wykorzystywał moonwalk na niektórych swoich koncertach.

## Warianty

### Airwalk
Nazywany także Moonwalk Parado, jest to moonwalk w miejscu.

### Circle Glide
Circle Glide to tzw. Moonwalk w kółko. Aby go wykonać trzeba podczas wykonywania Moonwalka, jednocześnie kręcić się w kółko. Michael dla lepszego efektu, podczas jego wykonywania, poruszał barkami.
Circle Glide oznacza: „okrąg” (ang. circle) i „poślizg” (ang. glide). Słowo Circle Glide można zatem przetłumaczyć jako ślizganie się w kółko (dosł.: poślizg w okręgu).

### Circle Slide
Nazywany także Slide Slide. Ten ruch taneczny łączy zjeżdżalnię Moonwalk ze szpilkami na pięcie i palcach. Jest to połączenie Moonwalka z Circle Glide.
Zaczynamy od podstawowego ustawienia nóg - prawa stoi na palcach, a lewa leży na ziemi. Teraz lewa noga posuwa się do tyłu, a ciało obraca w lewo o około 50 stopni. Teraz całe ciało obraca się w lewą stronę, na piętach, o mnie więcej 90 stopni. Obie nogi leżą na ziemi. Teraz prawa noga ślizga się po podłodze lekko do przodu i staje na palcach. Kolejne ruchy powtarzają powtarzają się w kółko, tak jak przed chwilą opisałem. Michael dla dodatkowego efektu poruszał barkami i wykonywał ruchy rękami, jakby się odpychał.
Circle Slide oznacza: okrąg (circle) i ślizgać się (slide), a Slide Slide oznacza po prostu: ślizgać się, ślizgać się.

### Sidewalk
Sidewalk (dosł. chód boczny), nazywane także Turnwalk (dosł. chód skrętny) to figura taneczna, najprawdopodobniej wymyślona przez Michaela Jacksona. Sidewalk polega na przesuwaniu się w bok bez odrywania nóg od podłoża, czyli na ślizganiu się. Michael Jackson dla dodatkowego efektu, w trakcie wykonywania tańca, poruszał również barkami w rytm muzyki.

## Nawiązania w popkulturze
Moonwalk jest wykonywany również przez bohaterów wielu gier, filmów i seriali np. Powrót do przyszłości III, SpongeBob Kanciastoporty, Nowe szaty króla, One Piece, Shrek 2, Simpsonowie, Asterix i wikingowie, Toy Story 3, Gru, Dru i Minionki, X-men, Bujdy na resorach, czy Fortnite.